# 普氏紋胸鮡
普氏紋胸鮡，為輻鰭魚綱鯰形目鮡科的其中一種，為熱帶淡水魚類，分布於亞洲緬甸及泰國淡水流域，體長可達6.6公分，棲息在底中層水域，生活習性不明。